# Astracantha lateritians
Astracantha lateritians är en ärtväxtart som först beskrevs av Josef Franz Freyn och Joseph Friedrich Nicolaus Bornmüller, och fick sitt nu gällande namn av Dieter Podlech. Astracantha lateritians ingår i släktet Astracantha och familjen ärtväxter. Inga underarter finns listade i Catalogue of Life.